# Виткин, Исаак
Исаак Виткин (англ. Isaac Witkin; 10 мая 1936, Йоханнесбург, Трансвааль — 23 апреля 2006[…] или 30 апреля 2006, Пембертон, Нью-Джерси) — американский скульптор и художник. Является одним из прародителей нового скульптурного стиля. Скульпторов которые в нем работали стали называть Новым поколением, после того как их инновационные абстрактные формы перевернули взгляд на искусство. Работы Виткина, выполнены в абстрактном стиле, как правило, из ярко окрашенного стекловолокна или дерева, на поздних этапах творчества из металла.
Художественное образование получил в Школе искусств Святого Мартина в Лондоне, которую окончил в 1960 году. Среди преподавателей Виткина были: Энтони Каро, Филипп Кинг, Уильям Дж. Такер, Дэвид Аннесли и Майкл Болус.

## Биография
Родился в еврейской семье из Ковенской губернии. Предки со стороны отца Уильяма Виткина (1906—1974) эмигрировали в Южную Африку из местечка Кодешары, мать Анна Сидельская (1909—1986) родилась в местечке Базиляны. После окончания школы Святого Мартина в 1960 году Виткин был учеником скульптора Генри Мура до 1963 года. Дебютные работы Виткина были хорошо приняты на его первой персональной выставке в галерее Роуэн в Лондоне, а также на выставке 1964 года в галерее Уайтчепел, также в Лондоне, где Виткин и его коллеги-скульпторы из «Нового поколения» выставлялись совместно. В 1965 году его работы получили первую премию на Парижской биеннале. Его произведение «Nagas» было включено в основную экспозицию выставки Primary Structures 1966 года в Еврейском музее в Нью-Йорке, представляющую влияние Великобритании на «Новое искусство», организованную Энтони Каро.
Вскоре Виткин из ученика перешел в учителя, преподавая в школе Святого Мартина в течение двух лет. Затем переехал в Соединенные Штаты. В Беннингтон-колледже, Беннингтон, Вермонт, Виткин работал с сообществом художников, известных как «the Green Mountain boys», которые либо преподавали в школе, либо были частью местного художественного сообщества, включая таких известных деятелей, как художники Кеннет Ноланд, Элен Франкенталер, Ларри Пунс, Пол Фили и Джулс Олицки и искусствовед Клемент Гринберг.
Работы Виткина в это время были выполнены в стиле формалистических абстракций, переходя от стекловолокна и дерева его ранних работ к тяжелым сварным стальным промышленным конструкциям со сложными кубистскими композициями. Они были хорошо приняты в Америке, в частности, во время выставки 1966 года в Еврейском музее в Нью-Йорке и других выставок в этом городе. В 1976 году Виткин стал героем документального фильма PBS «Скульптура Исаака Виткина», снятого Нилом Маршадом. В 1978 году Виткин переехал в Нью-Джерси, где стал работать в ателье Johnson, свободным художником.
В время Виткин разработал стиль, который сформировал остальную часть его работ. Он открыл процесс заливки расплавленной бронзы во влажный песок на земле, чтобы создать органические формы. Остальная часть его работ была в основном из бронзы, как отлитой, так и кованной, окрашенной химическими веществами, чтобы иметь различные патины. Тем не менее, некоторые более поздние работы были также выполнены в камне, хотя и в том же стиле, что и разлитие бронзы.

## Более поздние годы
Впоследствии Виткин преподавал в Школе дизайна Парсонса, Нью-Йорк, в Филадельфийском колледже искусств, Филадельфия, в колледже округа Берлингтон, Пембертон. Он также был удостоен звания члена Национальной академии, Нью-Йорк, а также члена Королевского общества британских скульпторов.
Работы Виткина включены в постоянные коллекции Смитсоновского музея изобразительных искусств, Вашингтон, округ Колумбия, Центра современного искусства, Фонда Калуста Гюльбенкяна, Лиссабон, Португалия, Музея изобразительных искусств, Университет Сиднея, Австралия, Музея и сада скульптур Хиршхорна, Вашингтон, округ Колумбия, Парка скульптур Ломье, Сент-Луис, Миссури, Галереи Тейт, Лондон и Музея Израиля, Иерусалим.
Исаак Виткин умер 23 апреля 2006 года от сердечного приступа в своем доме в Пембертоне, штат Нью-Джерси .